# Velika Bresnica
Velika Bresnica (en serbe cyrillique : Велика Бресница) est un village de Serbie situé dans la municipalité de Kučevo, district de Braničevo. Au recensement de 2011, il comptait 232 habitants.

## Démographie
| 1948 | 1953 | 1961 | 1971 | 1981 | 1991 | 2002 | 2011 |
| ---- | ---- | ---- | ---- | ---- | ---- | ---- | ---- |
| 460  | 474  | 480  | 428  | 425  | 383  | 281  | 232  |

|  |